# Ommatius aruensis
Ommatius aruensis là một loài ruồi trong họ Asilidae. Ommatius aruensis được Wulp miêu tả năm 1872. Loài này phân bố ở miền Australasia.